# Olaf Vermundsson
Olaf Vermundsson (apodado el Humilde, c. 391) fue un caudillo semi-legendario vikingo de Hleithra, Nordjylland, Jutlandia en Dinamarca, rey de Lejre. Era hijo de Vermund vitri Frodesson. No existen detalles sobre su reinado, sólo que su consorte se llamaba Dampi, hija de Ríg, y fruto de esa relación nacieron tres hijos:
- Dan el Orgulloso.
- Grytha, que sería esposa de Dan Dnapsson el Espléndido.
- Fridleif Olafsson.